# Beyer (Familienname)
Beyer [ˈbai̯ɐ] ist ein deutscher Familienname.

## Herkunft und Bedeutung
Die verbreitetste Erklärung für den Namen Beyer in allen Varianten (auch Bayer, Beier, Bojer) ist der Bezug des Namens auf den Volksstamm der Bayern oder der Bajuwaren, bezeichnet also den aus Bayern Stammenden. Allerdings ist sie nicht die einzige; im Einzelfall sind auch andere Deutungen möglich.
Beyer kann schlesischen Ursprungs und eine Variante der Berufsbezeichnung Bauer sein.
Eine andere Erklärung liegt im Ursprung des Wortes beiern, welches das Anschlagen von Glocken mit einem Klöppel bedeutet. In Pommern waren es die Glöckner, die diesen Namen besaßen. Der Beiermeester in Holland ist ein Glockenspielmeister und somit ein Musiker (siehe auch beiern).
Im Rahmen der Forschung um Familiennamen ist darüber hinaus bekannt, dass Bayer oder Beyer auch als jüdischer Name im Namensgebungverfahren um 1800 eine Bedeutung hatte.

## Varianten
- Baier, Bayer, Baeyer, Beier, Bajer

## Namensträger

### A
- Absalon Pederssøn Beyer (1528–1575), norwegischer Geistlicher, Historiker und Schriftsteller
- Achim Beyer (1932–2009), deutscher Volkswirt und Oppositioneller
- Adam Beyer (* 1976), schwedischer DJ und Produzent
- Adolf Beyer (1869–1953), deutscher Maler und Politiker
- Albert Beyer (Widerstandskämpfer) (um 1900–nach 1935), deutscher Widerstandskämpfer
- Albert Kurt Beyer (1907–1956), deutscher Geologe
- Albrecht Beyer (1902–1972), deutscher Theologe
- Alexander Beyer (Politiker) (1813–1878), deutscher Politiker, Oberbürgermeister von Potsdam
- Alexander Beyer (1891–nach 1921), deutscher Radsportler, siehe Axel Beyer (Radsportler)
- Alexander Beyer (* 1973), deutscher Schauspieler
- Alexander Beyer (Filmeditor), deutscher Filmeditor und Colorist
- Alfred Beyer (1885–1961), deutscher Mediziner, Beamter und Politiker (SPD, SED)
- Alfred Beyer (Maler) (1888–1932), österreichischer Maler
- Amandine Beyer (* 1974), französische Violinistin
- André Beyer (* 1957), deutscher Schauspieler und Sprecher
- Andrea Beyer (* 1954), deutsche Ökonomin, Redakteurin und Autorin
- Andreas Beyer (* 1957), deutscher Kunsthistoriker
- Anna Beyer, Ehename von Anna Dietz (1835–1926), deutsche Schauspielerin
- Anna Beyer (1909–1991), deutsche Widerstandskämpferin
- Anna Beyer (Malerin) (1867–1922), deutsche Malerin
- Anna Magdalena Bayer (1677–1741), Schweizer Kupferstecherin
- Arno Beyer (Journalist) (* 1955), deutscher Journalist und Medienmanager
- Arthur Beyer (Schwimmer), deutscher Schwimmer
- Arthur Beyer (Grafiker) (1904–1982), Schweizer Grafiker und Maler
- August Beyer (Markscheider) (1677–1753), deutscher Markscheider und Ratsherr in Freiberg
- August Beyer (Geistlicher) (1707–1741), deutscher evangelischer Pfarrer, Lehrer und Bibliothekar
- August Beyer (Zehntner) (1746–1806), deutscher Bergbeamter
- August von Beyer (1786–1855), preußischer Generalleutnant
- August Beyer (Architekt, 1834) (1834–1899), deutscher Architekt und Baumeister
- August Beyer (Architekt, 1851) (1851–nach 1876), deutscher Architekt
- Axel Beyer (Radsportler) (Alexander Beyer; 1891–nach 1921), deutscher Radsportler
- Axel Beyer (Journalist) (* 1950), deutscher Schauspieler, Journalist und Hochschullehrer
- Axel Beyer (Pädagoge) (* 1956), deutscher Pädagoge

### B
- Baldur Beyer (1936–2021), deutscher Alphornist und Instrumentenbauer
- Barbara Beyer (* 1956), deutsche Opernregisseurin und Hochschullehrerin
- Barbara Petzold-Beyer (* 1955), deutsche Skilangläuferin, siehe Barbara Petzold
- Bastian Beyer (* 1986), deutscher Schauspieler
- Benno Penßler-Beyer (1940–2019), deutscher Musiker und Gitarrist
- Bernd Beyer (Politiker) (* 1942), deutscher Politiker (DBD), MdV
- Bernd Beyer (Schriftsteller) (* 1955), deutscher Schriftsteller und Verleger
- Bernhard Beyer (1879–1966), deutscher Nervenarzt und Freimaurer
- Bernhard Beyer (General) (* 1940), deutscher Generalmajor der Nationalen Volksarmee der DDR
- Bero Beyer (* 1970), niederländischer Drehbuchautor und Filmproduzent
- Birgit Beyer (* 1967), deutsche Hockeyspielerin
- Brad Beyer (* 1973), US-amerikanischer Schauspieler
- Brian Beyer (* 1996), französischer Fußballspieler
- Britt Beyer (* 1968), deutsche Filmregisseurin und -produzentin
- Britta Beyer († 1741), niederländische Prophetin und Autorin

### C
- Carl Beyer (Maler) (1826–1903), deutscher Theatermaler, Kunstmaler, Fotograf
- Carl Beyer (Pastor) (1847–1923), deutscher Pfarrer, Schriftsteller und Historiker
- Carl Beyer (Archivar) (1848–1900), deutscher Archivar und Historiker
- Carl Ebert-Beyer (um 1900–nach 1944), deutscher Opernsänger (Bassbariton), siehe Carl Ebert (Sänger)
- Carl Otto Beyer (1870–1948), deutscher Kunsthändler
- Carolin Beyer (* 1962), deutsche Malerin
- Chad Beyer (* 1986), US-amerikanischer Radrennfahrer
- Charles Beyer (1813–1876), deutscher Lokomotivbauer und Unternehmer
- Christian Beyer (Rechtsgelehrter) (1482–1535), deutscher Rechtsgelehrter und Politiker
- Christian Beyer (Pfarrer) (Christian Friedrich Beyer; 1735–1808), deutscher Pfarrer und Theologe
- Christian Beyer (Maler) (1883–1967), deutscher Maler und Architekt
- Christian Beyer (Philosoph) (* 1968), deutscher Philosoph und Hochschullehrer
- Christian Beyer (Musiker) (* 1977), deutscher Musiker und Arrangeur
- Christian Carl David Beyer (1785–1856), deutscher Orgelbauer
- Christoph Beyer (Chronist) (1458–1518), deutscher Chronist
- Christoph Beyer (Architekt) (1653–1741), deutscher Architekt und Baumeister
- Claire Beyer (* 1947), deutsche Autorin
- Clarita Beyer (1864–1929), deutsche Malerin
- Conrad Beyer, siehe Konrad Beyer
- Constantin Beyer (Chronist) (1761–1829), Tagebuchschreiber und Chronist in Erfurt
- Constantin Beyer (Fotograf) (* 1961), deutscher Fotograf
- Curt Beyer (1922–2021), deutscher Markscheider

### D
- Dietrich Beyer (Maler) (1925–1945), deutscher Maler
- Dietrich Beyer (* 1941), deutscher Richter
- Don Beyer (* 1950), US-amerikanischer Politiker

### E
- Eberhard Beyer (1931–2004), deutscher Diakon und Politiker
- Eckhard Beyer (* 1951), deutscher Physiker und Ingenieur
- Eduard von Beyer (1787–1873), preußischer Generalmajor, Inspekteur der Schlesischen Festungsinspektion
- Eduard Beyer (Unternehmer) (1825–1907), deutscher Tintenfabrikant
- Eduard Beyer (Mediziner) (1828–1887), deutscher Mediziner
- Eduard Beyer (Politiker) (1854–1926), deutscher Politiker (Zentrum), MdL Preußen
- Edvard Beyer (1920–2003), norwegischer Literaturhistoriker
- Edward Beyer (Maler) (1821–1865), deutscher Maler
- Edward Beyer (Tontechniker) (1933–1997), US-amerikanischer Tontechniker und Filmeditor
- Elfie Beyer (1920–1989), deutsche Schauspielerin und Synchronsprecherin
- Emil Beyer (Architekt, 1861) (1861–nach 1925), deutscher Architekt und Pädagoge
- Emil Beyer (Turner) (1876–1934), US-amerikanischer Turner
- Emil Beyer (Architekt, 1896) (1896–1973), deutscher Architekt
- Erich Beyer (1911–2012), deutscher Sportwissenschaftler und Hochschullehrer
- Ernst Beyer (Musiker) (1853–nach 1903), deutscher Violoncellist und Musikpädagoge
- Ernst Beyer (Pädagoge) (1855–1927), deutscher Pädagoge
- Ernst von Beyer (1866–1935), deutscher Generalmajor
- Ernst August Beyer (1868–nach 1942), deutscher Organist, Kantor und Komponist
- Erwin Beyer (Ingenieur) (1919–1991), deutscher Ingenieur, Baubeamter und Bauforscher
- Erwin Beyer (Gärtner) (* 1940), deutscher Gärtner, Ministerialrat und Verbandsfunktionär
- Eugen Beyer (1882–1940), österreichischer Feldmarschallleutnant und deutscher General
- Eugène Beyer (1817–1893), elsässischer Maler, Lithograf und Politiker
- Ewald Beyer (1808–1883), deutscher evangelisch-lutherischer Pfarrer und Theologe

### F
- Ferdinand Beyer (1803–1863), deutscher Komponist und Pianist
- Florian Beyer (* 1984), deutscher Schauspieler
- Frank Beyer (1932–2006), deutscher Filmregisseur
- Frank Beyer (Fußballspieler) (* 1960), deutscher Fußballspieler
- Frank Michael Beyer (1928–2008), deutscher Komponist
- Frank Norbert Beyer (* 1939), deutscher Gebrauchsgrafiker und Cartoonist
- Franz Beyer (Politiker) (1857–1925), österreichischer Politiker
- Franz Beyer (Orgelbauer) (1865–1942), pommerscher Orgelbauer
- Franz Beyer (General) (1892–1968), deutscher General der Infanterie
- Franz Beyer (Medailleur) (1894–1983), deutscher Medailleur
- Franz Beyer (Musiker) (1922–2018), deutscher Bratschist und Hochschullehrer
- Franz-Heinrich Beyer (* 1949), deutscher evangelischer Theologe und Hochschullehrer
- Franz Otto Beyer (1856–1922), deutscher Pädagoge und Geologe
- Franziska Beyer (* 1983), deutsche Schauspielerin
- Friedemann Beyer (* 1955), deutscher Redakteur, Publizist und Regisseur
- Friedrich Beyer (Politiker) (1902–1984), deutscher Politiker (NSDAP), MdL Hessen
- Friedrich Beyer (Musiker) (1929–2010), österreichischer Musiker
- Friedrich Beyer (Regisseur) (1939–2021), deutscher Theaterregisseur
- Friedrich Günther Beyer (1768–1832), deutscher Politiker, Bürgermeister von Eisenach
- Fritz Beyer (1874/1885–nach 1941), deutscher Architekt

### G
- Gabriele Beyer (* 1961), deutsche Juristin und Richterin
- Gabrielle Beyer (1737–1802), österreichische Malerin
- Georg Beyer (Jurist) (1665–1714), deutscher Jurist
- Georg Beyer (Journalist) (1884–1943), deutscher Journalist
- George Eugene Beyer (1861–1926), deutschamerikanischer Biologe
- Georgina Beyer (1957–2023), neuseeländische Politikerin
- Gerhard Beyer (Chorleiter), deutscher Chorleiter und Chordirektor
- Gerhard Beyer (Künstler) (1938–1985), deutscher Maler und Grafiker
- Gerhard Beyer (Sportschütze) (1941–2010), deutscher Sportschütze, Trainer und Kampfrichter
- Gisela Beyer (1928–2011), als Renée Franke deutsche Schlagersängerin
- Gisela Beyer (* 1960), deutsche Leichtathletin
- Gordon Robert Beyer (1930–2010), US-amerikanischer Diplomat
- Gottfried Beyer (1889–1968), deutscher Maler und Grafiker
- Gregor Beyer (* 1968), deutscher Politiker (FDP)
- Günter Beyer (* 1951), deutscher Journalist und Hörfunkautor
- Günther Beyer (1888–1965), deutscher Unternehmer und Fotograf
- Gustav Beyer (Pfarrer) (1883–1958), deutscher evangelischer Pfarrer, Redakteur der Zeitschrift des Deutschen Palästinavereins
- Gustav Friedrich von Beyer (1812–1889), deutscher General

### H
- Hans Beyer (1905–1971), deutscher Chemiker
- Hans Beyer (Historiker) (1920–1999), deutscher Historiker und Hochschullehrer
- Hans Beyer-Preusser (auch Hanns Beyer-Preusser; 1881–??), deutscher Grafiker und Maler
- Hans Anton Beyer (1889–1965), norwegischer Turner
- Hans-Georg Beyer (Handballspieler) (* 1956), deutscher Handballspieler
- Hans-Georg Beyer (Informatiker) (* 1959), deutscher Informatiker
- Hans Heinrich Beyer (1881–1964), deutscher Generalmajor
- Hans Joachim Beyer (1908–1971), deutscher Historiker und SS-Führer
- Hans-Joachim Beyer (Manager) (* 1926), deutscher Industriemanager
- Hans-Joachim Beyer (* 1940), deutscher Sänger
- Hans-Jürgen Beyer (* 1949), deutscher Schlagersänger
- Hans Walter Beyer (1878–1963), Schweizer Maler und Plastiker
- Harald Beyer (Literaturhistoriker) (1891–1960), norwegischer Literaturhistoriker
- Harald Beyer (Fußballspieler) (1939–2017), deutscher Fußballspieler
- Harald Beyer (Politiker) (* 1964), chilenischer Politiker
- Harm Beyer (1936–2018), deutscher Richter und Sportfunktionär
- Hartmann Beyer (1516–1577), deutscher Mathematiker, Theologe und Reformator
- Heidemarie Beyer (* 1949), deutsche Politikerin (SPD)
- Heiko Beyer (* 1981), deutscher Soziologe
- Heinrich Beyer (1806–1886), deutscher Archivar und Historiker
- Heinz Beyer (Ruderer) (1910–1975), deutscher Ruderer
- Heinz Beyer (Fußballspieler), ostdeutscher Fußballspieler
- Helena Beyer (1889–1973), deutsche Ikonenmalerin
- Helga Beyer (1920–1941), deutsche Widerstandskämpferin
- Helmut Beyer (Richter) (1907–1998), deutscher Bundesrichter
- Helmut Beyer (1925–2011), deutscher Fußballfunktionär
- Henryka Beyer (Henriette Beyer; 1782–1855), deutsch-polnische Malerin
- Hermann von Beyer (1812–1889), deutscher Generalmajor
- Hermann Beyer (Verleger) (Hermann Beyer sen.; 1820–1877), deutscher Drucker und Verlagsgründer
- Hermann Beyer (Schriftsteller) (1850–1929), deutscher Schriftsteller
- Hermann Beyer (Mediziner) (1868–1955), deutscher Mediziner und Hochschullehrer
- Hermann Beyer (Politiker) (1869–1926), deutscher Gewerkschaftsfunktionär und Politiker (SPD, USPD)
- Hermann Beyer (Regisseur) (1878–1962), deutscher Regisseur, Hörspielregisseur und Sprecher
- Hermann Beyer (Archäologe) (1880–1942), deutscher Archäologe, Amerikanist und Maya-Forscher
- Hermann Beyer (Optiker) (1917–1983), deutscher Optiker
- Hermann Beyer (Schauspieler) (* 1943), deutscher Schauspieler
- Hermann Beyer (Musiker, 1953) (* 1953), deutscher Musiker
- Hermann Beyer-Hané (1873–1944), französisch-schweizerischer Violoncellist
- Hermann Beyer-Thoma (* 1952), deutscher Historiker
- Hermann Wolfgang Beyer (1898–1942), deutscher Theologe
- Horst Beyer (1940–2017), deutscher Zehnkämpfer
- Horst-Tilo Beyer (* 1938), deutscher Betriebswirt und Hochschullehrer

### I
- Ingo Beyer von Morgenstern (* 1955), deutscher Diplomat, Unternehmensberater und Hochschullehrer

### J
- Jean Beyer (1914–2002), katholischer Priester, Jesuit und Kirchenrechtler
- Jenny Beyer (* 2002), deutsche Fußballspielerin
- Jo Beyer (* 1991), deutscher Schlagzeuger
- Johann de Beyer (um 1630–nach 1693), deutscher Beamter und Diplomat
- Johann Beyer (Astronom) (1673–1751), deutscher Tischler und Astronom
- Johann Beyer (Dichter) (1861–1923), deutscher Lehrer und Mundartdichter
- Johann Albrecht von Beyer (1700–1760), deutscher Major
- Johann August von Beyer (1730–1814), deutscher Beamter und Lyriker
- Johann Hartmann Beyer (1563–1625), deutscher Mathematiker, Mediziner und Politiker
- Johann Ignaz Beyer (um 1700–1758), österreichischer Komponist, Organist und Kapellmeister
- Johann Rudolph Gottlieb Beyer (1756–1813), deutscher Theologe
- Johann Samuel Beyer (1669–1744), deutscher Kantor und Komponist
- Johann Wilhelm Beyer (1725–1796), deutscher Gartenarchitekt, Maler, Bildhauer und Porzellankünstler
- Johanna Beyer (1888–1944), US-amerikanische Komponistin
- Jordan Beyer (* 2000), deutscher Fußballspieler
- Josef Beyer (Bildhauer) (1843–1917), österreichischer Bildhauer
- Josef Johann Beyer (1861–1933), österreichischer Maler und Grafiker
- Judith Beyer (* 1978), deutsche Ethnologin, Anthropologin und Hochschullehrerin
- Jürgen Beyer (Mediziner) (* 1936), deutscher Internist
- Jürgen Beyer (Architekt) (1941–2021), Architekt und Denkmalpfleger in Weimar
- Jürgen Beyer (General) (* 1952), deutscher General
- Jürgen Beyer (Soziologe) (* 1964), deutscher Soziologe
- Julius Beyer (1822–1909), deutscher Theologe und Pfarrer
- Justin de Beyer (1671–1738), Schweizer Medailleur
- Justus Beyer (1910–1989), deutscher SS-Führer

### K
- Karin Beyer (* 1941), deutsche Schwimmerin
- Karl Beyer (Pfarrer) (1791–1864), deutscher Pfarrer
- Karl Adalbert von Beyer (1764–1842), deutscher Geistlicher, Weihbischof in Köln
- Karl Friedrich Wilhelm Beyer (1803–1887), deutscher Gastwirt und Dichter
- Karl Gottlob Beyer (1812–1854), deutscher Bildhauer
- Karl H. Beyer (1914–1996), US-amerikanischer Pharmakologe
- Karl-Heinz Beyer (1928–2008), deutscher Pharmakologe und Lebensmittelchemiker
- Karol Beyer (1818–1877), polnischer Fotograf und Numismatiker
- Kirsten Beyer, US-amerikanische Schriftstellerin, Drehbuchautorin und Produzentin
- Klaus Beyer (Semitist) (1929–2014), deutscher Semitist und Hochschullehrer
- Klaus Beyer (Tischtennisspieler), deutscher Tischtennisspieler
- Klaus Beyer (Mathematiker) (1939–2025), deutscher Mathematiker und Hochschullehrer
- Klaus Beyer (Pädagoge) (* 1941), deutscher Pädagoge und Hochschullehrer
- Klaus Beyer (Künstler) (* 1952), deutscher Filmemacher, Komponist und Poet
- Klaus G. Beyer (1922–2007), deutscher Fotograf
- Konrad Beyer (1834–1906), deutscher Schriftsteller
- Kurt Beyer (1881–1952), deutscher Bauingenieur und Hochschullehrer
- Kurt Albert Beyer (1907–1956), deutscher Geologe, siehe Albert Kurt Beyer

### L
- Lena Beyer, Geburtsname von Lena Krüper (* 1982), deutsche Schauspielerin und Hockey-Schiedsrichterin
- Leopold Beyer (1789–1877), österreichischer Kupferstecher
- Lieselotte Beyer (* 1943), deutsche Dressur- und Springreiterin und Dressurrichterin
- Lioba Beyer (* 1937), deutsche Geographin und Hochschullehrerin mit Schwerpunkt Siedlungsgeographie
- Lis Beyer-Volger (1906–1973), deutsche Textildesignerin und Weberin
- Lothar Beyer (Chemiker) (* 1936), deutscher Chemiker
- Lothar Beyer (Mediziner) (* 1943), deutscher Mediziner
- Lucie Beyer (1914–2008), deutsche Politikerin (SPD)
- Ludwig Beyer (1867–1942), deutscher Pfarrer

### M
- Manfred Beyer (Physiker)  (1924–2000), deutscher Physiker und Hochschullehrer
- Manfred Beyer (Rudertrainer) (1941/1942–2020), deutscher Rudertrainer
- Manfred Beyer (Anglist) (* 1944), deutscher Anglist und Hochschullehrer
- Marcel Beyer (* 1965), deutscher Schriftsteller
- Marcel Beyer (Boxer) (* 1978), deutscher Boxer
- Marit Beyer, deutsche Hörspielsprecherin und Dozentin für Sprechkunst
- Markus Beyer (1971–2018), deutscher Boxer
- Martin Beyer (Physiker) (* 1969), deutscher Physiker
- Martin Beyer (Schriftsteller) (* 1976), deutscher Schriftsteller
- Max Beyer (1894–1982), deutscher Astronom
- Max-Karl Beyer (1899–1964), deutscher Maler und Gebrauchsgrafiker
- Max Otto Beyer (1863–1902), deutscher Stilllebenmaler
- Maximilian Beyer (Geistlicher) (1872–1937), deutscher Geistlicher
- Maximilian Beyer (Radsportler) (* 1993), deutscher Radsportler
- Michael Beyer (* 1968), deutscher Zeichner und Animator
- Moritz Beyer (1807–1854), deutscher Agrarwissenschaftler

### N
- Nico Beyer (Regisseur) (* 1964), deutscher Filmregisseur
- Nico Beyer (Fußballspieler) (* 1996), deutscher Fußballspieler
- Noah Beyer (* 1997), deutscher Handballspieler

### O
- Olaf Beyer (* 1957), deutscher Mittelstreckenläufer
- Oskar Beyer (Architekt, 1849) (1849–1916), deutscher Architekt
- Oskar Beyer (Chemiker) (Oskar Fred Theodor Beyer; 1882–1962), Schweizer Chemiker und Industriemanager
- Oskar Beyer (Schriftsteller) (1890–1964), deutscher Schriftsteller
- Oskar Beyer (Architekt, 1898) (1898–1990), deutscher Architekt
- Otto Beyer (Politiker, 1864) (1864–1940), deutscher Politiker (SPD)
- Otto Beyer (Politiker, 1869) (1869–1929), deutscher Jurist und Politiker (DVP)
- Otto Beyer (Maler) (1885–1962), deutscher Maler und Grafiker

### P
- Paul Beyer (Politiker, 1880) (1880–1970), deutscher Politiker (SPD), MdL Hannover
- Paul Beyer (Manager) (1889–1969), deutscher Manager und Jurist
- Paul Beyer (Politiker, 1890) (1890–1968), deutscher Politiker (USPD, KPD, SPD), MdL Danzig
- Paul Beyer (Schriftsteller) (1893–1951), deutscher Schriftsteller
- Paul Emil Beyer (1901–1982), deutscher Autor und Journalist
- Pete Beyer (* 1987), britischer Biathlet
- Peter Beyer (Mosaizist) (1839–1923), deutscher Architekt und Mosaikleger, Gründer der Rheinischen Mosaikwerkstätten
- Peter Beyer (Designer) (* 1933), deutscher Industriedesigner
- Peter Beyer (Historiker) (1938–2024), deutscher Historiker
- Peter Beyer (Religionswissenschaftler) (* 1949), kanadischer Religionswissenschaftler
- Peter Beyer (Biologe) (* 1952), deutscher Biologe und Hochschullehrer
- Peter Beyer (Politiker) (* 1970), deutscher Politiker (CDU), MdB

### R
- Regina Beyer (* 1947), deutsche Schauspielerin
- Richard Beyer (* 1958), deutscher Musiktheoretiker, Musikwissenschaftler und Hochschullehrer
- Robert Beyer (Politiker), deutscher Politiker, MdL Sachsen
- Robert Beyer (Tonmeister) (1901–1989), deutscher Tonmeister und Komponist
- Robert Beyer (Schauspieler) (* 1969), deutscher Schauspieler
- Rolf Beyer (Maler) (1903–1948), deutscher Maler und Zeichner
- Rolf Beyer (Historiker) (* 1947), deutscher Historiker und Journalist
- Rolf Beyer (Basketballfunktionär) (* 1971), deutscher Basketballfunktionär
- Rudolf Beyer (Botaniker) (Gottfried Rudolf Adolf Beyer; 1852–1932), deutscher Botaniker und Forschungsreisender
- Rudolf Beyer (Richter) (1891–nach 1945), deutscher Richter
- Rudolf Beyer (Techniker) (1892–1960), deutscher Getriebetechniker und Hochschullehrer

### S
- Siegfried Beyer (* 1943), deutscher Fußballspieler
- Stefan Beyer (* 1961), deutscher Elektroingenieur und Hochschullehrer
- Stefan Beyer (Komponist) (* 1981), deutscher Komponist
- Susanne Beyer (Leichtathletin) (* 1961), deutsche Leichtathletin
- Susanne Beyer (Journalistin) (* 1969), deutsche Journalistin, Publizistin und Autorin
- Susanne Beyer (Radsportlerin) (* 1977), deutsche Radsportlerin

### T
- Tanja Beyer, deutsche Diplomatin
- Ted Beyer (1940–2013), britischer Schauspieler
- Theodor Beyer (1926–2002), Schweizer Uhrmacher, Unternehmer, Sammler und Museumsgründer
- Thomas Beyer (Politiker, 1960) (* 1960), deutscher Politiker (SPD), Bürgermeister von Wismar
- Thomas Beyer (Politiker, 1963) (* 1963), deutscher Jurist und Politiker (SPD), MdL Bayern
- Tobias Beyer (Drucker) († 1615), deutscher Drucker und Unternehmer
- Tobias Beyer (Papiermacher) (1668–1739), deutscher Papiermacher
- Tobias Beyer (Schauspieler) (* 1966), deutscher Schauspieler
- Tom Beyer (1907–1981), deutscher Maler
- Troy Beyer (* 1964), US-amerikanische Schauspielerin, Regisseurin und Drehbuchautorin

### U
- Udo Beyer (* 1955), deutscher Kugelstoßer
- Ulrich Beyer (1947–1988), deutscher Boxer
- Uwe Beyer (1945–1993), deutscher Hammerwerfer und Schauspieler
- Uwe C. Beyer (* 1967), deutscher Designer

### V
- Victoria Beyer (* 1991), französische Fußballschiedsrichterin

### W
- Waldemar Beyer (1909–1952), deutscher Bibliothekar und Polizeibeamter
- Walter Beyer (1920–2012), deutscher Politiker, Landrat
- Walther Beyer (Architekt) (1885–1966), deutscher Architekt
- Walther Beyer (Bildhauer) (1902–1960), deutscher Bildhauer
- Werner Beyer (1920–1997), deutscher Posaunist
- Wilhelm Beyer (Sänger, 1819) (1819–1897), deutscher Opernsänger (Tenor)
- Wilhelm Beyer (Sänger, 1865) (1865–1904), deutscher Opernsänger (Bariton)
- Wilhelm Beyer (Politiker, 1885) (1885–1945), deutscher Politiker (NSDAP), MdR
- Wilhelm Beyer (SA-Mitglied) (1886–1951), deutscher Rohrleger und SA-Mitglied
- Wilhelm Beyer (Politiker, II), deutscher Politiker (DBD), MdV
- Wilhelm Gottlieb Beyer (1801–1881), deutscher Archivar
- Wilhelm Raimund Beyer (1902–1990), deutscher Jurist und Rechtsphilosoph
- Wolf-Dieter Beyer (1938–2019), deutscher Politiker (CDU)
- Wolf-Hendrik Beyer (* 1972), deutscher Leichtathlet
- Wolfgang Beyer (Mykologe) (1914–2014), deutscher Mykologe
- Wolfgang Beyer (Architekt) (1919–2007/2008), deutscher Architekt und Künstler
- Wolfgang Beyer (Bildhauer) (1920–1941), deutscher Bildhauer
- Wolfgang Beyer (Ingenieur) (1929–2003), deutscher Wasserwirtschaftsingenieur
- Wolfgang Beyer (Chemiker) (1933–2023), österreichischer Hochschullehrer für Medizinische Chemie
- Wolfgang Beyer (Autor) (* 1958), österreichischer Autor und Filmregisseur
- Wolfgang F. Beyer (Wolfgang Fritz Beyer; * 1955), deutscher Orthopäde, Rheumatologe und Hochschullehrer
- Wolfhard Beyer (1942–2022), deutscher Physiker
- Wolfram Beyer (Kameramann), deutscher Kameramann
- Wolfram Beyer (Politikwissenschaftler) (* 1954), deutscher Politikwissenschaftler, Pazifist und Musiker